# أبو سمرة
أبو سمرة هي بلدة في قطر تقع في بلدية الريان (على بعد 90 كم من الدوحة). كانت في السابق جزءاً من بلدية جريان البطنة قبل أن يتم دمج البلدية في الريان.
من أبرز معالم المنطقة مركز أبو سمرة الحدودي مع المملكة العربية السعودية، وبئر مياه.

## أصل التسمية
اشتق اسم المستوطنة من شجرة سمر المحلية. نظرًا لأن المنطقة كانت تحتوي على واحدة من أشجار السمر القليلة في المنطقة بأكملها، فقد أطلق عليها اسم أبو سمرة، أي "أبو شجرة السمر". تحظى الشجرة بأهمية محلية حيث تُستخدم كعلف للإبل.

## الجغرافيا
تقع أبو سمرة في أقصى الجزء الجنوبي من قطر، بالقرب من الحدود مع المملكة العربية السعودية. تُشكل الحافة الجنوبية الغربية لمنطقة الصحراء الجنوبية في قطر، التي تغطي ما يقرب من 34.7٪ من إجمالي مساحة البلاد. جغرافيًا، تقع أبو سمرة في قمة منطقة مثلثة تُعرف باسم العريق، والتي تتميز بالكثبان الرملية. لهذه المنطقة الحدود التالية:
- يُحاذي جانبها الشمالي القسم الجنوبي من طريق الدوحة - أبو سمرة.
- يتبع جانبها الجنوبي خط الحدود الممتد من أبو سمرة نحو الجنوب الشرقي.
- تُحدد قاعدتها بحدود انتشار الكثبان الرملية في العريق.

تقع في المنطقة 96، وهي منطقة غير متطورة إلى حد كبير تتميز بتضاريس متموجة تهيمن عليها الكثبان الرملية الصغيرة. من مساحة المنطقة البالغة 801.7 كيلومترًا مربعًا، يتم استخدام 43 كيلومترًا مربعًا فقط من الأرض. تشغل المنشآت التجارية والصناعية 2٪ من أراضيها، وتشغل المكاتب الحكومية 4٪، وتشغل الأراضي الزراعية 11٪، ويتم تصنيف بقية الأراضي المطورة على أنها "أخرى"، والتي تشمل التطورات قيد الإنشاء.
تقع العاصمة القطرية، الدوحة، على بعد 97 كيلومترًا إلى الشمال الشرقي. تشمل المسافات الأخرى سودا نثيل - على بعد 47.2 كيلومترًا، وأم صلال علي - على بعد 124 كيلومترًا، والخور - على بعد 154 كيلومترًا، ومدينة الشمال - على بعد 204 كيلومترًا، والوكرة - على بعد 112 كيلومترًا، ودخان - على بعد 127 كيلومترًا.
وفقًا لإدارة الأرصاد الجوية القطرية، فإن أدنى درجة حرارة في تاريخ قطر المسجل هي 1.5 درجة مئوية في أبو سمرة في فبراير 2017.

## البنية التحتية
في عام 2015، أعلنت الحكومة عن الإنشاء القادم لمجمع سياحي واسع في أبو سمرة. كان من المُزمع أن يُلبي احتياجات السياح السعوديين، الذين كانوا يدخلون قطر عادةً عبر معبر أبو سمرة الحدودي في عطلات نهاية الأسبوع.
بصرف النظر عن المعبر الحدودي المؤدي إلى المملكة العربية السعودية، لدى وزارة الداخلية مكتب لإدارة الهجرة ومكتب لإدارة الجمارك في المستوطنة. يقع معبر سلوى الحدودي السعودي على بعد أكثر من 8 كيلومترات من معبر أبو سمرة الحدودي. توجد هنا قاعدة عسكرية للقوات المسلحة القطرية ومهبط للطائرات العمودية.

## الصناعة
أنشأت الحكومة القطرية مزرعة كبيرة للأغنام هنا في أوائل الثمانينيات في محاولة لتحسين الاكتفاء الذاتي من الغذاء. في عام 1982، كانت المزرعة تُنتج 13000 رأسًا من الأغنام سنويًا، منها 4000 مخصصة حصريًا للتربية.
تم الإعلان عن محطة تحلية مياه رئيسية في أبو سمرة في عام 2010. بتكلفة قدرها 27 مليون ريال قطري، تم الإعلان عن أن المحطة لديها قدرة إنتاج مياه صالحة للشرب تبلغ 2000 متر مكعب يوميًا، وكان من المُتوقع الانتهاء منها في عام 2011.